# Роналдо Энрике
Роналдо Энрике Феррейра да Силва (порт. Ronaldo Henrique Ferreira da Silva; 20 ноября 1987, Белу-Оризонти, Бразилия) — бразильский футболист, полузащитник саудовского клуба «Аль-Раед».

## Карьера
Роналдо — воспитанник клуба «Спорт Ресифи». В 2017 году игрок отправился в саудовский клуб «Гремио Баруэри» на правах аренды, сроком на пять месяцев. Спустя месяц отправился в аренду вновь, в этот раз, в бразильский клуб «Понте-Прета» сроком до июля. Вернувшись в Ресифи, уже через шесть дней перешёл в Крисиуму до 31 декабря 2018 года.